# جوليانا بايفا
جوليانا بايفا دوس سانتوس (بالبرتغالية: Juliana Paiva‏) هي ممثلة برازيلية. ولدت في 28 مارس 1993 . أصبحت
مشهورة بعد ادائها في الموسم العشرين من قلوب شابة في عام 2012. وقد ظهرت للمرة الأولى على الشاشة الصغيرة في نسخة جديدة من مسلسل تي تي تي. قامت بايفا بدور البطولة في وراء الأفق (2013) وغيرها من المشاريع وتم تقديرها لأدائها بمسلسل أحلام إليزا في 2015. شاركت في فيلم بالمرافعة عام 2010.

## السيرة
ولدت بايفا في ريو دي جانيرو ابنة عارضة أزياء سابقة بعد انتقالها مع عائلتها إلى ولاية سيارا .درست التمثيل وانضمت إلى مجموعات المسرح. عادت إلى ريو دي جانيرو بعد بلوغها 14 عامًا لتنضم إلى وكالة الممثلين في 2009.
ظهرت جوليانا بايفا لأول مرة في التلفزيون في قناة غلوبو بمسلسل سرير القط يلية مسلسل عش الحياة. وظهرت لأول مرة في السينما في نفس العام في فيلم بالمرافعة
جوليانا بايفا شاركت في الموسم العشرين من قلوب شابة كفتاة منحرفة اسمها فاتينا وهي فتاة شعبية اللتي أغوت أولاد المدرسة. أصبحت جوليانا بايفا أيقونة في سن المراهقة بسبب شعبية شخصيتها.لعبت دورًا رائدًا في 2013 بشخصية ليلي لقناة غلوبو بمسلسل وراء الأفق.

## الحياة الشخصية
في عام 2016 بدأت علاقة مع الممثل جوليانو لحام. انتهت العلاقة في سبتمبر 2017.
في عام 2018 بدأت علاقة جديدة هذه المرة مع الممثل نيكولاس براتيس انتهت العلاقة التي أشيعت في شهر مارس ومع ذلك لم يتم تأكيد هذا من قبل أي من الممثلين.

## وصلات خارجية
- جوليانا بايفا على موقع IMDb (الإنجليزية)
- جوليانا بايفا على موقع قاعدة بيانات الفيلم (الإنجليزية)